# Тукитинский диалект каратинского языка
Тукитинский диалект каратинского языка — диалект каратинского языка, распространённый в сёлах Тукита Ахвахского и Тукита Хасавюртовского районов республики Дагестан. Имеет значительные различия в фонетике, морфолгии и лексики с собственно-каратинским диалектом.

## Лингвистическая характеристика
Заметны отличия в лексике (Например, тук. «гьерса», кар. «лълъерсса», рус. «река», а также тук. «гьангъу», кар. «гьанда», рус. «холм, курган»).
В туктитнском диалекте образование числительных вегизимальное (двадцетеричное), в отличие от децимального (десятиричного) в собственно-каратинском. В количественных числительных отсутствует частица «-да» (тук."кlекlи", кар. «кlеда», рус. «два»). Также отличается образование названий десятков.
Существуют различия в местоименных наречиях (тук. «гьуди», кар. «вудугу», рус. «там (вдали, по горизонтали)»).
Формантом дательного падежа в тукитинском диалекте является «лъа», что совпадает с ахвахским языком (иму лъа — «отцу»).
Слабая абруптивная латеральная африката [кьl] отсутствует. В тукитинском присутствует заднеязычный спирант [г], являющийся вариантом каратинского [хь]. Сам спирант [хь] значительно палатализован. Представлены палатализированные согласные [г], [к], [кь].
В диалекте меняются аффиксы личных местоимений и гласный основы (мен — «ты», мини — «тебя»).
Диалект находится под влиянием аварского языка.